# کورن ۳: به یاد بیاور چه کسی هستی
کورن ۳: به یاد بیاور چه کسی هستی (انگلیسی: Korn III: Remember Who You Are) نهمین آلبوم استودیویی گروه نیو متال آمریکایی کورن است. این آلبوم در ۱۳ ژوئیه ۲۰۱۰ (۲۲ تیر ۱۳۸۹) از طریق رودرانر رکوردز منتشر شد و دومین آلبوم استودیویی کورن بعد از تو را در طرف دیگر خواهم دید سال ۲۰۰۵ است که ترکیب چهار نفره آنها را به نمایش می‌گذارد.

## فهرست آهنگ‌ها
همه آهنگ‌ها توسط کورن نوشته شده‌است.
| شماره      | نام                        | مدت   |
| ---------- | -------------------------- | ----- |
| ۱.         | «Uber-time»                | ۱:۲۹  |
| ۲.         | «Oildale (Leave Me Alone)» | ۴:۴۳  |
| ۳.         | «Pop a Pill»               | ۴:۰۰  |
| ۴.         | «Fear Is a Place to Live»  | ۳:۰۹  |
| ۵.         | «Move On»                  | ۳:۴۸  |
| ۶.         | «Lead the Parade»          | ۴:۲۵  |
| ۷.         | «Let the Guilt Go»         | ۳:۵۶  |
| ۸.         | «The Past»                 | ۵:۰۶  |
| ۹.         | «Never Around»             | ۵:۳۰  |
| ۱۰.        | «Are You Ready to Live?»   | ۳:۵۹  |
| ۱۱.        | «Holding All These Lies»   | ۴:۳۸  |
| مجموع مدت: | مجموع مدت:                 | ۴۴:۳۷ |

## اعضا
کورن
- جاناتان دیویس – خواننده، نی‌انبان
- جیمز «مانکی» شفر - گیتار، گیتار لپ استیل، همخوان
- رجینالد «فیلدی» آرویزو - بیس
- ری لوزیر - درامز